# Horst Sachs
Horst Sachs (27. března 1927 Magdeburg, Výmarská republika – 25. dubna 2016) je německý matematik pracující zejména v oboru teorii grafů, především v spektrální teorii grafů. V této oblasti jsou po něm pojmenovány dvě věty. Společně s Dragošem Cvetkovićem a Michaelem Doobem je spoluautorem knihy Spectra of Graphs. Theory and Applications, která je jednou ze základních publikaci ve spektrální teorii grafů. V roce 2000 obdržel Eulerovu medaili.